# اس‌اس ترافیک (۱۸۷۲)
اس‌اس ترافیک (۱۸۷۲) (به انگلیسی: SS Traffic (1872)) یک کشتی بود. این کشتی در سال ۱۸۷۲ ساخته شد.